# Rijndael
Rijndael est le nom de l'algorithme de chiffrement symétrique employé par le standard AES.

## Rijndael et AES
L'algorithme Rijndael a été conçu par Joan Daemen et Vincent Rijmen, deux chercheurs belges, dans le but de devenir un candidat à l'Advanced Encryption Standard (AES) du NIST. Après avoir réussi à se classer dans les six premiers, Rijndael a été choisi comme standard en 2000, prenant la place du premier véritable standard de la cryptographie : le DES (amélioré entre-temps par le Triple DES).
Le chiffrement utilise une longueur de blocs variable, une longueur de clé variable et un nombre de rondes variable. En revanche, Rijndael version « AES » est restreint à des longueurs de clé de 128, 192 et 256 bits avec une longueur de bloc fixée à 128 bits.

## Objectifs
Trois critères principaux ont été respectés dans sa conception :
- Résistance à toutes les attaques connues.
- Rapidité du code sur la plus grande variété de plates-formes (logicielles et matérielles) possible.
- Simplicité dans la conception.

## Origines
Rijndael (1998) a été fortement influencé par son prédécesseur, l'algorithme Square (1997). Les algorithmes Crypton et Twofish utilisent aussi des opérations de Square.